# The Stranglers
The Stranglers(МФА: [ðə ˈstræŋɡləz]) — британская рок-группа, образовавшаяся 11 сентября 1974 года в Гилдфорде, графство Суррей. The Stranglers, исполнявшие поначалу паб-рок с элементами прогрессив, первую известность получили на волне панк-рока 1977—1978 годов, впоследствии постоянно усложняли музыку и смягчали стиль, сближаясь с арт-роком, но не теряя характе́рного («чёрного») чувства юмора. Пребывая в состоянии конфронтации с музыкальной прессой, лишённая поддержки музыкального истеблишмента, группа сумела, тем не менее, к 2000 году продать 20 миллионов альбомов и 12 раз войти в британский Top 20. Наивысшего результата группа добилась с песней «Golden Brown» (#2 в 1982 году). 16 альбомов группы входили в Top 30 UK Albums Chart, первый из которых, Rattus Norvegicus, стал одним из бестселлеров первой волны панк-рока.
В 1990 году вокалист Хью Корнуэлл покинул группу, но она не распалась, продолжая гастролировать и записываться — сначала с вокалистом Полом Робертсом, затем с заменившим его Базом Уорном.

## История группы
История The Stranglers берёт начало в Лунде, Швеция, куда биохимик Хью Корнуэлл, выпускник Бристольского университета, приехал на научно-исследовательскую практику. Чтобы развеять скуку лабораторного образа жизни, он (уже имевший опыт сольных концертов в 1968—1972 годах, в основном в ресторанах Кейта Флойда) собрал здесь группу под названием Johnny Sox, в состав которой вошли двое американцев, спасавшиеся в Швеции от воинского призыва (некто Майк из Чикаго — ударные и Гёрт Гудвин — вокал), и швед Ян Кнутсон (бас-гитара). Вскоре Хью уговорил всех отправиться на поиск удачи в Лондон, куда группа (уже без барабанщика) и прибыла ранней весной 1974 года.

### Джет Блэк
Пока Корнуэлл изучал биохимию в Бристоле, Джет Блэк был преуспевающим бизнесменом в Гилдфорде (к юго-западу от столицы), где владел транспортным агентством (его фургоны развозили мороженое) и магазином, специализировавшимся на продаже алкогольной продукции. Отдушину от стрессов Блэк искал в музыке: в юности он был полупрофессиональным барабанщиком и играл в джаз-оркестрах (используя, в числе прочих, псевдоним Jethro Whitethorne). В начале 1970-х годов он купил собственную ударную установку, а к началу 1974 года, окончательно утратив интерес к бизнесу, который отстраивал всё предыдущее десятилетие, решил организовать собственную профессиональную рок-группу. Безрезультатно прослушав около 25 гитаристов и 40 басистов, он затем сам откликнулся на объявление в еженедельнике Melody Maker («…ищется барабанщик»). В Камдене, районе Северного Лондона, состоялась его первая встреча с Хью Корнуэллом и участниками группы Johnny Sox.
Позже в многочисленных биографиях утверждалось, что Джет «присоединился» к группе, но сам он не раз подчёркивал, что дело обстояло иначе. Всё началось с получасовой совместной репетиции в заброшенной квартире на севере Лондона, где Хью Корнуэлл обитал в качестве сквоттера. Блэк, вообще говоря, не собирался входить в «чужую» группу, но за проведённые с музыкантами полчаса понял, что крайне заинтригован Корнуэллом, демонстрировавший явный авторский потенциал. Барабанщик и предложил музыкантам, не имевшим на тот момент ни гроша, перебраться к нему в Гилдфорд. Так было бы удобнее для всех, но главное, музыкантам предстояло прежде чем выйти на сцену, проделать серьёзную подготовительную работу.
Участники Johnny Sox некоторое время не соглашались на переезд и с недоверием относились к новому знакомому (по описаниям Жана-Жака Бёрнела барабанщик в те дни «отбеливал волосы и щеголял во фланелевых 'дудочках' на три дюйма выше лодыжки»). Сопротивление их было сломлено, едва только Джет упомянул о возможности расселить всех на верхнем этаже собственного винного магазина. Проведя несколько дней в непрерывных репетициях с составом, он пришёл к выводу, что всерьёз к музыке никто, кроме Хью Корнуэлла, не относится. Джет Блэк выдвинул ультиматум: или вы начинаете играть всерьез, или ухо́дите; все, кроме Хью, выбрали второй вариант. 11 сентября 1974 года, день, когда прекратили своё существование Johnny Sox (произошло это по странному совпадению в тот самый день, когда двое американцев узнали о том, что в США объявлена амнистия дезертирам), и возникло ядро The Stranglers, считается официальной датой рождения группы. До этого, в 1972—1973 годах Johnny Sox записали в общей сложности более 50 оригинальных композиций; в их числе были «Country Chaser» и «Strange Little Girl» (вторая из них много лет спустя стала хитом The Stranglers).

### Жан-Жак Бёрнел
Жан-Жак Бёрнел познакомился с Хью Корнуэллом случайно; знакомый последнего подбросил его, возвращавшегося с тренировки, в Лондон на автомобиле. Будучи профессиональным гитаристом с классическим образованием, Бёрнел (изучавший историю в Брадфордском университете и затем экономику в Хаддерсфилдском политехническом институте), хоть и выступал время от времени с симфоническими оркестрами, не рассматривал перспективу начать музыкальную карьеру всерьёз. Двумя главными увлечениями были для него карате и мотоциклы. Хью и Джет, поняв, что Жан-Жак — потенциально талантливый автор, всегда мечтавший играть на басу, в апреле 1974 года предложили тому занять место в новом составе. У Корнуэлла имелся в распоряжении незадействованный инструмент: это и предопределило место Бёрнела в составе.
Джет Блэк передал управление своим бизнесом управляющему и перевёз трио в Чиддингфорд, городок в десяти милях от Гилдфорда. Здесь он снял дом, расселил в нём музыкантов и принял на себя обязанности менеджера. Доукомплектованный гитаристом Хансом Вормлингом (англ. Hans Warmling), шведским приятелем Корнуэлла, игравшим прежде в The Jackie Fountains (1964—1967) и The Spotniks (1971), квартет начал в Гилдфорде активную концертную деятельность.
Наконец Джет, преисполнившись уверенности в том, что группу ожидает большое будущее, к изумлению друзей и знакомых распродал свои предприятия, оставив при себе один только фургон, в котором прежде развозилось мороженое, и который теперь на многие месяцы стал для ансамбля единственным средством передвижения. На вырученные от продажи предприятия деньги группа существовала вплоть до получения первого большого контракта.

#### Название The Stranglers
Принято считать, что группа взяла себе название — первоначально The Guildford Stranglers — «в честь» Бостонского душителя, о котором в те дни писала пресса всего мира. Это справедливо лишь отчасти: как позже вспоминал Блэк, слова «душитель» и «удушение» были в те дни весьма популярными: постоянно звучали в кино и на телеэкране, попадались в заголовках газет. Постепенно само понятие strangling сделалось на внутреннем жаргоне группы нарицательным: оно обозначало всевозможные неприятности. После неудачного концерта в Гилдфорде Бёрнел заметил: «Душители окончательно нас достали». Именно эта в шутку произнесённая фраза (с чем впоследствии соглашались все участники) и явилась источником названия группы.

### Дэйв Гринфилд

Слева направо: Жан-Жак Бёрнел, Джет Блэк, Дэйв Гринфилд, Хью Корнуэлл
Промопостер к дебютному синглу

В начале 1975 года The Stranglers записали демо, но, несмотря на возросший интерес к себе концертных промоутеров, в офисах рекорд-компаний встречали один отказ за другим. Как впоследствии было подсчитано, группа получила в общей сложности 24 отказа, установив тем самым своего рода антирекорд. Постепенно группу стали приглашать для выступлений в пабы Гилфорда и окрестностей. Затем The Stranglers получили статус воскресных резидентов в айлингтонском пабе Hope & Anchor (на самом первом их концерте здесь, проведённом в подвальном помещении, присутствовал, правда, лишь один зритель). В июне 1975 года, разочарованный отсутствием прогресса и обилием конфликтных ситуаций, сопровождавших выступления группы, Ханс Вормлинг покинул состав.
Месяц спустя, откликнувшись на объявление в Melody Maker, в группу пришёл клавишник Дэйв Гринфилд. Он имел опыт игры в группах и оркестрах (в частности, The Mark Addam Showband), долго выступал на военных базах в Германии и быстро вписался в состав. Именно Гринфилд (в то время находившийся, по собственному признанию, под влиянием Джона Лорда) своими виртуозными, мрачными пассажами добавил к жёсткому гаражному хард/паб-року ранних The Stranglers психоделическое измерение. Впоследствии, в отличие от большинства панк-групп, The Stranglers легко и охотно усваивали новшества, как стилистические, так и технологические, демонстрируя при этом разнообразие, изобретательность и склонность к неожиданным композиционным решениям. Именно этот новаторский подход к творчеству (во многом инициированный Дэйвом Гринфилдом) обеспечил группе, как впоследствии отмечали специалисты, уникальное место на британской рок-сцене.

### Первый контракт и конфронтация с прессой
Упорство и настойчивость квартета, в непрерывных гастролях проведшего почти три года, в конечном итоге обеспечили ему контракт с лондонским агентством Albion. С этого момента для The Stranglers открылись двери популярнейших столичных клубов.
Вид у нас был далеко не панковский. Да что там говорить: мы часто спали в одежде, существование влачили нищенское. В 1976 году отыграли 300 концертов, провели несколько показательных драк. К этому времени зачерствели уже окончательно. Никому не давали спуску, сколько бы ни выходило против нас… У нас — всех четверых — постепенно выработался гетто-менталитет. Не было ведь больше такой группы, которую отвергли бы 24 компании.
Не забывала группа и о провинциальной аудитории. Один из первых концертов, которые The Stranglers дали с Гринфилдом, был проведён в Челмсфордской тюрьме (графство Эссекс) 30 июня 1976 года и имел здесь немалый успех. Летом 1975 года группа выступила и в клубе Railway Inn (Редхилл, Суррей); кассета с записями концерта была позже издана под заголовком The Nob. Примерно в это время The Stranglers начали записываться в профессиональных студиях. С продюсером Иэном Гоммом в валлийской Foel они подготовили 4 трека (сингл, заглавным треком которого был избран «Tomorrow Was The Hereafter», выпущен впоследствии так и не был); ещё две демо-плёнки были записаны в Pebble Beach и Riverside с продюсером Дэйвом Фостером.
Наконец 6 декабря 1976 года The Stranglers подписали свой первый большой контракт с United Artists — лейблом «мажорным», но демократичным. «Это был единственный лейбл, с которым у нас не возникло проблем, потому что подписал нас человек, действительно интересовавшийся музыкой», — говорил Жан-Жак Бёрнел много лет спустя. Музыканты считали, что изнурительной концертной деятельностью заработали себе право на успех; в лондонских музыкальных кругах бытовало иное мнение: Stranglers часто упоминались как «выскочки», которые «явились из ниоткуда и тут же получили всё». С другой стороны, The Stranglers незаметно для прессы сделались негласными лидерами «новой сцены», тогда ещё не имевшей официального названия. Несколько месяцев спустя выяснилось, что панк-сообщество безоговорочно приняло The Stranglers в свои ряды, невзирая даже на то, что последние по возрасту не вписывались в «панк-категорию». Большая группировка стрэнглер-фэнов сформировалась из числа уличных панков в Финчли, втором по численности населения районе Лондона. Ставшая известной во всей стране как Finchley Boys, она стала сопровождать группу на гастролях, оказывая ей физическую и психологическую поддержку.

Если с панк-сообществом The Stranglers быстро установили тесные отношения, то с прессой у них, напротив, стал возникать один конфликт за другим. Бёрнел позже говорил, что начало конфронтации положил инцидент 5 июля 1976 года, когда он подрался в клубе с Полом Симононом, бас-гитаристом The Clash. Пресса, приняв сторону Симонона, после этого не переставала противопоставлять The Stranglers остальным лидерам панк-движения. Ситуацию осложняло то, что The Stranglers взяли за правило физически «наказывать» журналистов, чьи высказывания на страницах газет считали для себя оскорбительными. Бёрнел позже вспоминал:
Я был очень тонкокожим. Сейчас-то я знаю истинную цену The Stranglers, но тогда <ни в чём> не был уверен. Стоило журналисту, будь то Тони Парсонс или Джон Сэвидж, оскорбить меня или Хью, я тут же отправлялся <этого журналиста> разыскивать. Между личными оскорблениями и критическим обзором нашей продукции часто просто не замечалось разницы. Я всё это воспринимал как личные выпады, ну, а от драк никогда не уклонялся. Я разыскивал Джона Сэвиджа три недели и наконец нашёл егоЖ.-Ж. Бёрнел
Если с Сэвиджем бас-гитарист расправился самостоятельно, то французского журналиста Филиппа Манювра участники группы похитили и затем привязали к Эйфелевой башне; нередко в том же контексте упоминалась некая корреспондентка NME, которая была якобы похищена музыкантами в Португалии и вывезена затем в пустынную местность.

### Дебют
Как отмечал Дэйв Томпсон (Allmusic), установившаяся на старой паб-сцене иерархия с появлением панк-рока стала стремительно распадаться; промоутеры бросились на поиск новых героев, и The Stranglers в этом смысле «оказались в нужном месте в нужное время». Летом 1976 года группа вышла на широкую панк-аудиторию, выступив в первом отделении лондонского концерта The Ramones и удостоившись восторженной рецензии Марка П. (англ. Mark P.; позже — фронтмена Alternative TV), издававшего авторитетный фэнзин «Sniffin' Glue». В октябре того же года The Stranglers выступили с Патти Смит, чем также поддержали своё реноме (несмотря на то, что бо́льшая часть зрителей, подготовленная к совсем другой музыке, покинула зал). Бёрнел вспоминал, что после этого концерта Джо Страммер у него «плакал на плече», сетуя на то, что The Clash никогда не заполучить подобный саппорт-бэнд. К этому времени The Stranglers уже работали над дебютным альбомом с продюсером Мартином Рашентом.
Выпущенный в феврале 1977 года дебютный сингл «(Get A) Grip (On Yourself)» (с «London Lady» на обороте), аллегория Корнуэлла о сути рок-н-ролла, в которой участь рок-музыканта сравнивалась с жизнью уголовника, а государственная машина — с тюремной системой, достиг #44 в UK Singles Chart. В мае 1977 года The Stranglers выпустили второй сингл «Peaches» («Go Buddy Go» — на обороте). Он поднялся до #8 и стал первым релизом группы, запрещённым на Би-би-си, формально — из-за упоминания женских гениталий. Относительно умеренной оказалась лишь рецензия в Sounds (от 14 мая): «Сексизм? Возможно. Но и у меня возникают те же самые мысли на пляже!» — признавался рецензент еженедельника. Выступая в телепрограмме Top of the Pops, двое участников The Stranglers, демонстрируя тем самым своё отношение к необходимости выступать под фонограмму, обменялись на сцене инструментами: Бёрнел «сыграл» на гитаре, Корнуэлл — на басу.
Материал обоих синглов — за исключением «Go Buddy Go», популярного концертного номера, написанного Бёрнелом ещё в 1967 году и издававшегося впоследствии лишь на сборниках, — вошли в дебютный Rattus Norvegicus. Первоначально он рассматривался как концертный альбом, куда должны были войти записи, сделанные в клубе The Nashville в конце 1976 года. В конечном итоге качество плёнок музыкантов не удовлетворило; пришлось отказаться и от первоначального варианта заголовка: Dead On Arrival. Фанаты группы пришли от пластинки в восторг. «Классика! Stranglers смяли оппозицию этим сокровищем… Всё здесь близко к совершенству… Многие группы, хорошо звучащие на концертах, теряются в студии, но к Stranglers это не относится: тот же сочный звук, плюс много ещё чего!» — писал авторский дуэт Nag & Ade в фэнзине New Wave News. Реакция центральной музыкальной прессы на альбом была резкой и неоднозначной: многие издания обвинили группу в секс-шовинизме; еженедельник Melody Maker, отозвавшись о Stranglers в пренебрежительном тоне, отнёс их к числу «попутчиков» панк-движения. Во многом такую реакцию спровоцировала сама группа — треком «London Lady», в тексте которого Бёрнел оскорбительно высмеял Кэролайн Кун, журналистку Melody Maker и Sounds.
Скандальный резонанс вызвала «Sometimes» — самая первая песня, которую для группы написал Корнуэлл: по этому поводу участники группы впоследствии неоднократно вынуждены были давать объяснения. «Мы никогда не писали песен об избиении женщин. Хью написал всего одну песню, о том, как он своей подруге отвесил пощечину» — оправдывался Ж.-Ж. Бернел. Не меньше кривотолков вызвали песни, которые, как тогда казалось многим, выражавшие неуважительное отношение к женщинам: «Ugly», «Peaches», «Princess of The Street», «Choosey Suzie» (последняя в окончательный вариант альбома включена не была). Бёрнел, их автор, позже неоднократно подчёркивал, что The Stranglers никогда не стремились специально кого-то шокировать, а писали всего лишь о своей жизни. Так, лирическая героиня песен «Princess of the Street» и «Choosey Suzie» — одна и та же девушка из ночного клуба; с ней он снимал на двоих комнату в двухстах ярдах от гей-клуба Colherne, упоминание о котором встречается в «Hanging Around». «Это реальная жизнь, а если вам она не по зубам, — слушайте Genesis», — говорил он по поводу этих и подобных обвинений в интервью NME.
Альбом, записанный Мартином Рашентом и Аланом Уинстенли всего за неделю, неожиданно для многих поднялся до #4 в UK Albums Chart и стал одним из бестселлеров первой волны панк-рока, опередив в списках дебютные альбомы The Sex Pistols и The Clash.
Если в Лондоне столичная пресса встретила группу в штыки, то иной оказалась реакция на её дебют в Шотландии и на севере Англии. Ведущий манчестерской радиостанции Picadilly Radio назвал The Stranglers «первыми настоящими героями новой волны», охарактеризовав музыку альбома как «в высшей степени оригинальную и <в техническом отношении> компетентную». В интервью для радиостанции Жан-Жак Бернел сформулировал кредо The Stranglers: выход не к той или иной части рок-аудитории, а к самой широкой общественности. «Завоевать доверие можно лишь будучи предельно честным и открытым», — заявил он. Здесь же бас-гитарист выразил своё отношение к «американизации» британской жизни:

Мы — прежде всего британская группа; в более широком контексте — европейская группа. Терпеть не могу все эти восславления Americana — американской культуры, — которые наблюдаются здесь в последние годы… Мы выступали с The Ramones и The Flamin' Groovies: это был панк-концерт, посвященный 200-летию <Независимости США> и мы там вроде как представляли Британию, но — повсюду в фойе были выставлены американские флаги. Сплошные звёзды и полосы! Я воспринял это как своего рода оскорбление.Оригинальный текст (англ.)We’re very much a British band. In a more broad context, a European band. I hate thi lip-service that’s been paid to Americana, the American culture in recent years…. I remember whan we were supporting The Ramones and The Flaming Groovies, in that reception… It was the bi-centenniary  punk gig, you know. And we were the British representatives or something…  They had nothing but stars and stripes in the reception stalls, right? All stars and stripes. And I though that was a bit of an insult.
В качестве характерной черты The Stranglers многие обозреватели отметили присутствие в группе двух в равной степени ярких и сильных фронтменов: Корнуэлла (который чаще брал на себя функции вокалиста; его манера исполнения была ближе к традициям рок-психоделии конца 1960-х годов) и Бёрнела, чей гортанный вокал был ближе к панк-року («Burning Up Time», «Ugly», «London Lady»).

#### Celia & the Mutations
В июле 1977 года дебютный сингл «Money Money»/«Mean To Me» (United Artists) выпустила группа Celia & the Mutations. За «вывеской» Mutations скрывались, в действительности, участники The Stranglers, а идея соединить «лирическую» и «брутальную» линии принадлежала менеджеру группы Дэю Дэвису (англ. Dai Davies): именно он сначала «открыл» певицу Селию Коллин, которая, выступая на сцене ресторана в Челси, «исполняла среднее между Марлен Дитрих и Kinks/Velvet Underground», а потом решил, что «будет великолепно если она споёт под грязный рок-бэнд; контраст будет потрясающий». Кэролайн Кун в Melody Maker предрекла Селии большое будущее, отметив её «гигантский хитовый потенциал», но ни этот сингл, ни следующий («You Better Believe Me»/«Round And Around», 1977), в записи которого из всех участников группы был задействован лишь Жан-Жак Бёрнел) успеха не имели, и о Селии, женщине крайне замкнутой и нелюдимой, с тех пор никто не слышал.

#### Скандалы в Лондоне, Лос-Анджелесе и Стокгольме
Гастроли The Stranglers проходили в атмосфере жестокости и насилия. Британское турне осенью 1977 года было омрачено драками, провоцировавшимися, как утверждала пресса, Жан-Жаком и Хью. Майка Корнуэлла, на которой логотип компании Ford был превращён в «F*ck», явилась причиной снятия группы с концерта в первом отделении Climax Blues Band и последовавшего конфликта с лондонскими властями. Представитель Совета Большого Лондона заявил, что «по примеру EMI, которые заняли принципиальную позицию в отношении The Sex Pistols, GLC то же сделают — в отношении The Stranglers».
В Лос-Анджелесе после выступления в клубе «Lancig» участники The Stranglers, если верить сообщениям в прессе, атаковали группу из сорока женщин, организовавших у входа митинг с призывом бойкотикровать и группу, и клуб, и одну из них попытались «похитить», чем вызвали всеобщую панику. Кроме того, музыканты долгое время находились в состоянии конфликта с Национальным студенческим союзом (англ. NUS: National Union of Students), отказываясь выступать в университетских городках и на концертах, распространение билетов на которые курировалось студенческими организациями. Группе запретили появляться в программе Top of the Pops после того, как Бёрнел там (якобы случайно) ворвался в гримёрку женской поп-группы Child. Концерт в Клиторпсе, Линкольншир, завершился массовой потасовкой после того, как он же вызвал на бой сразу всех зрителей. «Они пытались согнать нас со сцены: не могли же мы просто так вот, уйти», — позже объяснял он. На многих концертных площадках Британии The Stranglers оказались под запретом. Чтобы обходить такие препятствия, группе приходилось использовать многочисленные псевдонимы, в частности, Oil and the Slicks, The Shakespearo’s, Bingo Nightly, The OAPs.
Запоминающимся во всех отношениях стали оба этапа шведского турне, когда около четырёхсот участников группировки raggere (местных союзников британских тедди-боев, которые терроризировали панков) при попустительстве полиции разгромили всё оборудование группы. После одного из концертов участникам The Stranglers пришлось скрываться в подвальном помещении, а потом спасаться бегством через чёрный ход. «Нас вынудили прекратить тур, но мы решили вернуться: нужно было провести „ответный матч“, уже на своих условиях. Объясниться с ними можно было только на их языке. Мы отказались от услуг промоутера, который в первый раз даже не удосужился обеспечить транспорт охраной, зато приехали вооружёнными до зубов, подготовив бутылки с зажигательной смесью…», — рассказывал Бёрнел. По его словам, группа и её сторонники провели вскоре «реваншистский манёвр», в ходе которого подожгли несколько машин, принадлежавших raggere, и обратили недругов в бегство.

#### No More Heroes
Во многом скандалы, способствовавшие формированию «чёрного» имиджа группы (которая и одежду предпочитала соответствующего цвета), предопределили успех двух следующих синглов. «Something Better Change» вышел в августе 1977 года, поднялся в Британии до #8 и стал своего рода гимном панк-движения. Обе песни, «Something Better Change» и би-сайд «Straighten Out» (о распаде британского общества) надолго вошли в концертный репертуар ансамбля.
Месяц спустя группа повторила успех в чартах (#8) со своим четвёртым синглом «No More Heroes» («In The Shadows» — на обороте). Сатирический выпад против феномена «героизации» кумиров стал самой известной песней группы. Впрочем, иронию текста поняли далеко не все. «Когда мы играем No More Heroes и видим, как тысячи <зрителей> сходят с ума, возникает ощущение, что тот самый миф, который песня пытается разрушить, мы тут же возводим заново», — сетовал Корнуэлл.
Оба заглавных трека вошли во второй студийный альбом группы No More Heroes. Пластинка, записанная Мартином Рашентом и Аланом Уинстенли в фулхэмской студии Townhouse, вышла 23 сентября 1977 года и поднялась до #2 в UK Albums Chart. Альбом в звучании и текстах оказался самым панковским в истории группы; символичным в этом смысле было и упоминание в «Burning Up Time» группировки Finchley Boys. Критики отмечали, что два первых альбома, будучи записанными на одних и тех же студийных сессиях, вполне могли бы выйти как двойник: различие между ними (по мнению рок-критика Айры Роббинса) состояло в том, что «…в No More Heroes группа отбросила остатки сдержанности и поразила даже привыкшее к крайностям панк-сообщество агрессивностью, в которой соединились чёрный юмор и хлёсткие социальные выпады».
Впоследствии Бёрнел рассказывал, что несмотря на то, что 90 % песен двух первых альбомов действительно записывались в ходе одной студийной сессии, лишь «Peasant in the Big Shitty» и «English Towns» были относительно свежими (они датируются летом 1977 года), остальные обыгрывались до этого два-три года в концертном репертуаре. Важный вклад в альбом внёс Дэйв Гринфилд, дебютировавший в качестве вокалиста в двух песнях («Dead Ringer», «Peasant in the Big Shitty») и добавивший к звучанию несколько неожиданный шок-роковый оттенок. Возможно, самым скандальным треком здесь стал «Bring On the Nubiles». В связи с ним, отвечая на вопрос Джима Салливана, корреспондента Boston Globe, Корнэулл заметил: «Мы, скорее, мизантропы, чем женоненавистники: ненавидим всех». В Британии альбом No More Heroes сопровождался выпуском бонус-сингла «Choosy Susie»/«Straighten Out», в США A&M собрали на одном (цветном) 7-дюймовом релизе «(Get a) Grip», «Hanging Around», «Something Better Change» и «Straighten Out».
22 ноября 1977 года The Stranglers приняли участие (наряду с Dire Straits, Steel Pulse, Tom Robinson Band, XTC, Wilko Johnson Band) в фестивале The Front Row, состоявшемся в пабе Hope and Anchor. По результатам итогового опроса в читательском списке еженедельника NME Жан-Жак Бернел был признан лучшим бас-гитаристом 1977 года в Британии.

#### Black and White
К началу 1978 года The Stranglers исчерпали запас раннего материала: это предопределило резкую смену направления. Третий альбом Black and White ознаменовал резкий переход группы от панк/паб-форм к свободным экспериментам в постпанке с использованием элементом психоделии. В текстах альбома воспреобладала политическая, социальная и антирелигиозная сатира, вытеснившая секс-браваду, характерную для текстов двух первых альбомов. Бо́льшая часть Black and White была смикширована в США. По словам Бёрнела, именно в этот момент группа впервые столкнулись с американским корпоративным бизнесом и вступила с его представителями в прямой конфликт по поводу контроля над песенным материалом.
Выходу альбома предшествовали синглы «Five Minutes» (#11) и «Nice’N’Sleazy» (#18). В августе 1978 года вышел седьмой по счёту сингл «Walk on By» (утяжелённо-психоделическая версия известной композиции Бакарака-Дэвида). Чтобы проверить свой чарт-потенциал, группа сначала присоединила его к альбому бесплатным бонусом (таким образом раздав 70 тысяч экземпляров), а потом издала коммерческим релизом: последний, ко всеобщему удивлению, разошёлся 100-тысячным тиражом, поднявшись в британских чартах до #21. Ещё более странным показался многим тот факт, что оказавшийся на обороте его трек «Tank» не был выпущен самостоятельным синглом.
Альбом, разделённый на «белую» и «чёрную» стороны, был в каком-то смысле концептуальным. «Black & White — полюсы двух типов мышления: позитивного и негативного. Всегда приятнее, когда зал настроен против вас, чем когда все просто сидят и молчат. Апатия — наихудшая всех возможных типов реакции», — говорил Дэйв Гринфилд в седьмом выпуске фэнзина Strangled (1978), объясняя суть изначальной идеи.
Рецензент Punk_77, отмечая, что в своём третьем альбоме группа «…отказалась от скоростного панка в пользу жёстко контролируемых гнева-и-мощи» и «явила новый, евроцентричный взгляд на мир», называет Black & White «классикой». Пресса отнеслась к альбому как к долгожданному подтверждению того факта, что группа не является частью панк-рока. Музыканты не возражали. «Мы всегда были в стороне: The Stranglers — принципиальные аутсайдеры. Мы не фавориты чьих-то ставок, не голубоглазые кумиры. И тем не менее, — мы здесь!..», — говорил Бёрнел в интервью NME.
После выхода Black and White группа лишилась американского контракта. Причиной тому явилось активное вмешательство представителей A&M в творческий процесс. Лейбл, в частности, стал требовать исключения из последующих релизов треков, «неподходящих» для американского радио. «В конечном итоге мы направили им телеграмму следующего содержания: 'Fuck off. The Stranglers'. Последовал ответ: 'Мы решили последовать вашему совету. Желаем приятно провести отпуск'. Так пришел конец нашему американскому контракту» , — вспоминал Жан-Жак Бёрнел. Музыканты испытали по этому поводу смешанные чувства. С одной стороны, они находились на грани серьёзного прорыва в Америке, с другой (как считал Бёрнел) — в любом случае не вершине бы долго не продержались. «Вы же знаете, что такое успех. Едва он приходит, от вас требуют ещё большего успеха. Если бы The Raven стал хитом, они бы захотели ещё один The Raven, а потом ещё один, и мы никогда не смогли бы реализовать себя творчески», — говорил бас-гитарист в интервью фэнзину «Stubble».
The Stranglers провели американские гастроли: дав серию успешных концертов на восточном побережье США, пересекли страну и выступили на трёх престижных площадках Лос-Анджелеса. Как писал NME, «панк-элита Южной Калифорнии немедленно приняла The Stranglers в распростёртые объятия, но сами музыканты быстро разочаровались в тамошней нововолновой сцене, поняв, что составляют её вполне обеспеченные подростки, билеты покупающие на деньги родителей». В целом американское турне оставило у участников группы смешанные чувства. Бёрнел отнёсся равнодушно к этой поездке, считая, что массового успеха за океаном группе лучше бы и не иметь вовсе, но Корнуэлл связывал с нею больши́е надежды. Впрочем, своими заявлениями для прессы он мало способствовал росту популярности группы среди американцев. Особенно странное впечатление произвели на публику две провозглашённые им «теории»: о том, что у среднего американца «меньше мозгов, чем у среднего европейца», и что во все американские альбомы-бестселлеры тайно внедрены некие «волны», которые возбуждают в потребителе «инстинкт безопасности», а с ним — и желание приобрести соответствующую продукцию.

#### Конфликты на политической почве
Антивоенные и антинатовские выпады в альбоме окончательно смутили британскую прессу, поскольку в это время The Stranglers отказывались сотрудничать с организациями RAR (англ. Rock Against Racism) и CND (англ. Campaign for Nuclear Disarmament), из-за чего журналисты, придерживавшиеся левых взглядов (Джули Бёрчилл, Тони Парсонс), открыто причислили их к крайне правым.
«Фашизм» этот возник потому, что все тогда считались «фашистами», кто не желал становиться членами Социалистической рабочей партии. Поскольку же Тони Парсонс и Джули Берчилл были членами SWP, у них <навешивание ярлыков такого рода> являлось частью политической программы. Мне не нравилась SWP, равно как и не нравилась RAR. Rough Trade отказывалась продавать наши пластинки только из-за этого! Только потому, что мы осмеливались иметь собственное мнение и отказывались петь под чью бы то ни было политическую дудку… То же самое — с CND… Я был против распространения ядерного вооружения, но и болваном при этом себя не считал: кое-что читал об этом и полагал, что CND финансируется из Москвы. Впоследствии оказалось, что я был прав. Как и в отношении прочих движений «за мир».
Между тем, группа всегда пресекала расистские выходки некоторых своих фанатов, а однажды в Вулвергемптоне приостановила концерт, потребовав от своей аудитории с уважением отнестись к реггей-группе Steel Pulse, выступавшей в первом отделении.
Шумный скандал (опять-таки при активном участии женских организаций) разгорелся в сентябре 1978 года после того, как, вопреки попыткам Совета Большого Лондона это предотвратить, The Stranglers выступили на фестивале в парке Бэттерси в сопровождении стриптизёрш, приглашённых Бёрнелом. Пресса, единодушно обвинившая группу в секс-шовинизме, тем не менее опубликовала множество фотографий с этого действа, на что изначально и надеялись спровоцировать её The Stranglers. Впрочем, выступление группы было встречено неоднозначно даже теми, кто ей симпатизировал. Марк Эллен в Melody Maker писал: «…The Stranglers и сами согласятся с тем, что городская грязь для них — куда более подходящая среда, нежели солнечный закат в Бэттерси» «Катастрофическим» назвал это выступление и Ронни Гёрр в NME.
Материал, записанный в ходе четырёх концертов группы 1977-78 годов (включая выступление в Бэттерси), послужил основой для альбома Live (X Cert), первого релиза группы на I.R.S. Records). Пресса поспешила назвать сборник «лишним», но (согласно рецензии Punk77) альбом «остался одним из немногих документов, являющих британскую 'новую волну' в действии» и явственно демонстрирует многим казавшуюся неявной связь группы с панк-сценой. X-Certs, как говорил Бёрнел, был необходим для истории: «Мы почувствовали, что первый этап развития группы подходит к концу, и было бы неплохо подытожить концертной записью всё наработанное в трех первых альбомах». X-Certs, включивший в себя самые известные вещи раннего репертуара группы, поднялся до #7 в UK Albums Chart.. Позже критика отмечала необычную атмосферу напряжённости в зале и остроумные перепалки Корнуэлла с аудиторией.
Стиль общения Корнуэлла с залом, как вспоминал Бёрнел, можно было бы охарактеризовать девизом: «Разделяй и властвуй». «Например, в Эдинбурге Хью мог произнести <со сцены> следующую речь: 'Приятно выступать в вашем городе! Тут все считают себя истинными англичанами, нашими историческими союзниками. Не то, что эти шотландцы из Глазго!…' После таких слов в зале начинался настоящий бунт. Народ начинал вырывать кресла и рваться на сцену, крича что-нибудь вроде — 'Убить тебя мало, гад!.. Я заплатил 15 фунтов, а ты!…'», — вспоминал бас-гитарист.
Обозреватель Sounds Гарри Бушелл (подписавшийся «Барри Гушелл» и объяснивший, что «имя изменено из соображений личной безопасности»), дал альбому X-Cert оценку 4/5, признав, что в отличие от подавляющего большинства концертных альбомов он выявляет лишь лучшие стороны исполнителей. Пять звёзд дал альбому Ронни Гёрр (NME), который отметил «гигантскую мощь и глубину той музыки, которую Stranglers предложили малолеткам в The Roundhouse и в Бэттерси-парке». Впрочем, из его рецензии следовало, что альбом имеет характер явно завершающий («Он может знаменовать окончание главы, но может быть и последней страницей всей книги»).

### The Raven

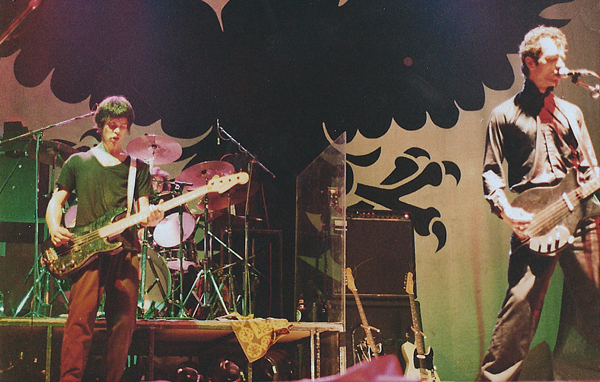
The Stranglers на концерте в Париже в 1979 году

В начале 1979 The Stranglers подготовили материал четвёртого альбома и сразу две сольных пластинки, а кроме того провели турне по Японии, где до этого Бёрнел занимался месяц под началом одного из известнейших специалистов по восточным единоборствам (вернувшись в Англию, он получил чёрный пояс). Мартовские концерты группы в Австралии вновь оказались омрачены скандалами. Сначала широкую огласку в прессе получил эпизод, когда в Брисбене Жан-Жак Бернел спрыгнул в зал и ударил бас-гитарой по голове постоянно плевавшего в него зрителя (пострадавшим оказался известный в местных кругах панк по имени V2). Затем один из концертов был прерван на восьмой песне сета, «No More Heroes», после того, как в Хью Корнуэлла попала брошенная из зала бутылка. В последовавших беспорядках пресса вновь обвинила музыкантов, сочтя их уход со сцены заранее просчитанным, «тематическим».
Примерно в это время группа отказалась от услуг агентства Albion (чьё руководство, как считал Бёрнел, попыталось «выстроить империю, использовав авторитет Stranglers»), в течение нескольких месяцев самостоятельно управляла своими делами, а затем подписала контракт с новым менеджером, Иэном Грантом.
В сентябре 1979 года под объёмной обложкой (сделанной по образцу, некогда опробованному Rolling Stones), вышел четвёртый студийный альбом The Raven, окончательно оформивший переход The Stranglers от стилистических формул панк-рока к экспериментам в постпанке и психоделическом арт-роке. От сатирических зарисовок «местного значения» группа перешла к глобальным политическим темам («Nuclear Device», «Shah Shah a Go Go», «Genetix»). Вышедший синглом трек «Duchess» (#14, UK) критика расценила как символ наметившегося перехода группы к более облегчённому звучанию. Альбом поднялся до #6 в UK Album Charts, причём пострадал от (случившегося во второй раз в истории группы) статистического сбоя: несколько тысяч тиража были отняты у The Stranglers и присвоены The Police. Музыкальная пресса высоко оценила The Raven; в частности, рецензент NME Дэйв Маккаллох счёл альбом сильнейшим в истории группы. Год спустя в США компания I.R.S. Records перевыпустила часть материала альбома под заголовком IV, включив сюда несколько внеальбомных синглов и ранее не выпускавшийся трек «Vietnamerica».
За «Duchess» (#14 UK) последовали синглы «Nuclear Device» (#36 UK) и «Don’t Bring Harry» (#41 UK), а также сборный Don’t Bring Harry EP. В последний вошли — одна песня из The Raven, одна — из Nosferatu (сольного альбома Хью Корнуэлла, записанного им с Майклом Уильямсом, барабанщиком Капитана Бифхарта) и два концертных трека, в том числе «Euroman Cometh» Ж.-Ж. Бёрнела из одноимённого альбома. Всплеск активности лидеров группы на стороне повлёк за собой слухи о возможном распаде The Stranglers.

#### Серия катастроф
В 1979—1980 годах The Stranglers пережили несколько катастроф, каждая из которых лишь утверждала прессу во мнении, что история группы подходит к концу. Первая из них произошла 1 ноября 1979 года, когда Хью Корнуэлл по пути домой с концерта в Кардиффе был арестован: при обыске у него обнаружили героин. Поданная Корнуэллом апелляция была отклонена, и 7 января 1980 года он был приговорён к трём месяцам заключения в тюрьме Пентонвилль: по иронии судьбы, приговор был вынесен в тот самый день, когда министр внутренних дел Уильям Уайтлоу заявил о необходимости проведения реформы, призванной резко сократить число заключённых в британских тюрьмах. Жан-Жак Бёрнел утверждал, что рассмотрение дела в суде носило показательный характер, и аргументы защиты последовательно игнорировались.
14 марта 1980 года Корнуэлл отправился за решетку и провёл там восемь недель. К нему допускался лишь один посетитель в неделю. Известно, что регулярно навещала Корнуэлла в тюрьме только Хэйзел О’Коннор. При этом отношение к музыканту со стороны служащих было весьма лояльным. Год спустя Ж.-Ж. Бёрнел в интервью еженедельнику Sounds объяснял это тем, что дело Корнуэлла взяла под свой контроль организация PROP, занимавшаяся борьбой за права заключённых. За несколько лет до этого на средства, собранные от благотворительных концертов рок-музыкантов, под эгидой PROP вышла книга Брайана Стреттона «Кому стеречь стерегущих?» (англ. Who Guards the Guards); активное участие в тех концертах приняли The Stranglers, за что и были теперь отблагодарены.
Трое оставшихся на свободе музыкантов группы сумели организовать два концерта в зале The Rainbow в поддержку своего вокалиста, пригласив к участию многочисленных друзей. Состав участников сам по себе свидетельствовал о том, что группа сблизилась с арт-рок-сценой, отдалившись от панк-рока. В числе тех, кто 3 и 4 апреля 1980 года выходил с The Stranglers на сцену, были: Роберт Смит, Стив Хиллидж, Роберт Фрипп, Питер Хэмилл, Иэн Дьюри, Тойа Уиллкокс, актёр Фил Дэниэлс, Хэйзел О’Коннор. «Всё это — люди, которые, узнав нас, не преисполнились немедленно отвращением и не стыдятся того, что их видят рядом с нами другие», — говорил Жан-Жак Бёрнел. С особой благодарностью басист оценил участие Иэна Дьюри, с которым незадолго до этого разругался, да так, что (по его словам) «дело едва не дошло до драки».
Записи, сделанные в ходе двух этих концертов, вышли под заголовком The Stranglers & Friends Live in Concert. В 2002 году альбом был перевыпущен лейблом Castle Music Records в новом оформлении. Почти сразу же после освобождения Корнуэлл опубликовал книгу «Информация для внутреннего пользования» (англ. Inside Information, 1980), в которой подробно рассказал о своих злоключениях и об условиях содержания заключённых в британских тюрьмах. Однако на этом его проблемы не закончились.
20 июня 1980 года The Stranglers в полном составе были арестованы в Ницце после выступления в местном университете: им было предъявлено обвинение в «подстрекательстве к беспорядкам». Непосредственной причиной волнений явились перебои в подаче электричества, в результате которых группа покинула сцену. По утверждению местной полиции, студенческий погром начался после того, как кто-то из музыкантов заявил: «Вы своих денег обратно не получите; если недовольны — давайте, начинайте тут всё крушить». Музыканты категорически опровергали такое толкование их обращения к зрителям. Дэйв Гринфилд (единственный из членов группы, кто был выпущен на свободу через 36 часов после задержания) утверждал: «Джет Блэк объяснил ситуацию, сказав: если хотите получить свои деньги обратно, требуйте их от местного промоутера; если есть жалобы, обращайтесь к университетским властям». В прессе появились сообщения о том, что группе грозит тюремное заключение сроком от одного до пяти лет, однако музыканты были отпущены через неделю, выплатив штраф. Позже Джет Блэк рассказал об этом происшествии в книге «Много шума из ничего» (англ. Much Ado About Nothin').
10 октября 1980 года в Нью-Йорке у группы было похищено всё оборудование. В Британии вынужденная пауза была заполнена двумя внеальбомными синглами: «Bear Cage» (#36, март 1980) и «Who Wants The World» (#39, июнь 1980; позже трек был включен в бокс-сет The Old Testament).

### На грани банкротства
В феврале 1981 года вышел пятый альбом The Gospel According to The Meninblack, первоначальный вариант обложки которого изображал участников Тайной Вечери в компании Человека-в-чёрном за спиной Иисуса. Альбом был задуман как саундтрек к гипотетическому фильму, повествующему о нашествии паразитической расы псевдо-божественных пришельцев и предлагающему альтернативный взгляд на события, описанные в Евангелие. Автором основной идеи был Джет Блэк: он увлекался литературой о пришельцах, «людях в черном», альтернативных теориях о происхождении религии и всю прочитываемые публикации передавал коллегам. Как вспоминал Бёрнел, в те дни все участники группы читали одни и те же книги; благодаря Блэку изучение альтернативных толкований библейских текстов вскоре стало общим увлечением The Stranglers.
Альбом The Gospel According to The Meninblack критики расценили как один из ранних образцов готического рока; многие отметили новую грань стрэнглеровской сатиры, направленной в данном случае против организованной религии. Хью Корнуэлл позже говорил, что считает альбом лучшим в истории группы. Жан-Жак Бёрнел рассматривал его как потенциальный мультимедийный хит. Некоторое время он вёл переговоры со столичными балетными труппами (The London City Ballet, The English Ballet Company) относительно возможности сценической постановки истории «Нового Франкенштейна» — о пришельце, который влюбился в собственное творение, но затем исчез, оставив летопись, которая в искажённом виде превратилась затем в религию. После выхода пластинки участников группы стали называть MenInBlack; её фанаты также начали представляться по образцу заголовка (добавляя …InBlack к имени: JohnInBlack, и т. п.).
Экспериментальный релиз не помог The Stranglers расплатиться с долгами; от финансового коллапса их спасла лишь армия поклонников, раскупивших (и поднявших тем самым в какой-то момент до #8 в британских чартах) пластинку, которая критикой была заранее похоронена как провальная. Синглы «Just Like Nothing on Earth» и «Thrown Away» не имели успеха в чартах, а самым популярным треком альбома оказался первый, «Waltzinblack»: этой инструментальной композицией The Stranglers стали открывать каждое своё концертное выступление.

### Взлёт в чартах
В октябре 1980 года вышел La Folie, альбом облегчённого звучания (с элементами синт-попа и джаза), в котором группа, тем не менее, не отказалась от потенциально взрывоопасных тем, связанных с наркотиками («Golden Brown»), мафией («Let Me Introduce You to the Family»), каннибализмом («La Folie») и религией («Non Stop», «Everybody Loves You When You Are Dead»). Джет Блэк не принял участия в записи альбома (его заменила драм-машина); с этих пор он присоединялся к остальным участникам группы лишь на концертах.
Выпуская синглом необычный клавесинный вальс в размерах 6/8 и 7/8 накануне Рождества, компания EMI (по мнению Ж.-Ж. Бёрнела) надеялась таким образом избавиться от The Stranglers, которых незадолго до этого «поглотила» вместе с United Artists и считала для себя обузой. Но «Golden Brown» в январе 1982 года поднялся до #2 в UK Singles Chart и стал первым бестселлером EMI за многие годы. Принято считать, что песня метафорически воспевает героин (даже представители Би-би-си признавали позже, что должны были бы запретить её), но все участники группы позже отрицали это, предлагая, правда, самые протиречивые толкования загадочного текста. Первоначально альбом не вошёл даже в британскую двадцатку, но после успеха хит-сингла стал подниматься вновь и достиг своего пика на отметке #11.
Два других сингла, «Let Me Introduce You to the Family» (#44, ноябрь 1981) и «La Folie» (#47, апрель 1982) оказались в числе самых коммерчески неудачных релизов за всю историю The Stranglers. Однако «Golden Brown» помог группе решить финансовые проблемы, обеспечил полную творческую независимость и даже подсказал рискованный прощальный жест в адрес EMI. Группа настояла на том, чтобы следующим синглом вышла «Strange Little Girl», — песня, демозапись которой этот лейбл отверг ещё в 1974 году (соавтором её значится Ханс Уормлинг). По иронии судьбы, сингл (включённый в сборник The Collection 1977-1982, которым The Stranglers развязывались со всеми контрактными обязательствами, стал хитом, поднявшись в хит-параде до #7. Все эти интриги привели к окончательному разрыву с EMI: дальнейшие релизы The Stranglers вплоть до 1990 года выходили уже на Epic Records.

### 1983—1984. Смягчение звучания
Первым альбомом группы на Epic стал Feline, в американской версии дополненный треком «Golden Brown». Общая идея пластинки принадлежала Бёрнелу, который после неудач в Америке захотел создать «сексуальную, атмосферную пластинку», построенном на географическом контрапункте. «Мы рассматривали Европу как союз Севера и Юга, восток не принимая во внимание. Холодный протестантский север представляли <в звучании альбома> синтезаторы; тёплый аграрный юг — гитарный звук. Идея состояла в том, чтобы соединить два этих полюса», — позже вспоминал он. Альбом, в звучании мягкий, в стилистике практически лишённый рок-н-ролльных структур и мотивов, некоторым критикам показался «тусклым и скучным». Выпущенная синглом композиция «European Female» (полное название: «European Female: In Celebration Of») появилась во многих европейских хит-парадах и поднялась до #9 в Британии. Меньший коммерческий успех выпал на долю «Midnight Summer Dream» (#35 UK, февраль 1983), но критика в целом выделила этот трек как центральный в альбоме.
Незадолго до начала работы над альбомом Джет Блэк принял решение больше не записываться в студии вживую: вместо этого он начал программировать партии электронных ударных, используя набор Simmons; за ударную установку он возвращался с этих пор лишь когда группа выезжала на гастроли.
В 1984 году вышел записанный с продюсером Лори Лэтемом Aural Sculpture. Альбом (поднявшийся в Британии до 14 места) застал группу в очередной попытке радикально сменить направление — уйти в джазовый (временами почти эстрадный) ретро-поп. Заметную роль в аранжировках играла теперь акустическая гитара; использование духовой секции сделало звучание временами неузнаваемым. Сингл «Skin Deep» стал хитом в Британии (#15) и Австралии (#11). Одновременно появились сразу три сборника ранних песен: Off the Beaten Track (сингловый материал, не входивший в альбомы), Rarities (в основном составленный из альбомных бонусов) и двойной диск Singles, куда вошли все синглы 1977—1982 годов.

### 1985—1990. Уход Корнуэлла
Альбом 1986 года Dreamtime, (#16, UK) вышел с буклетом, где пересказывалась легенда о Сотворении мира согласно представлениям австралийских аборигенов (включавшая в себя понятие параллельного времени: «Dreamtime»). Однако концептуальным альбом не считается: лишь заглавный трек и «Always the Sun» (сингл, который, при том, что Хью Корнуэлл возлагал на него огромные надежды, достиг лишь 30-го места в Британии и 15-го — во Франции) имели отношение к заявленной теме. Синглами из альбома вышли также «Nice In Nice» («воспоминание» об университетском инциденте 1980 года; 1986, #30, UK), «Big In America» (1986, #48) и «Shakin' Like a Leaf» (1987, #58). Dreamtime, продолживший начатые в Aural Sculpture стилистические эксперименты (к духовой секции в микс была добавлена ещё и стил-гитара), был сдержанно встречен прессой и враждебно — фэнами, зато оказался первым и единственным, вошедшим в Billboard 200. С другой стороны, именно американские рецензенты (в частности, Rolling Stone) проявили максимальную строгость к альбому, назвав его «провалом к банальности» и «безыдейным кошмаром».
All Live and All of the Night, записанный на концертах 1985—1987 годов, напротив, продемонстрировал тот факт, что (согласно Trouser Press) группа, «расслабившаяся в студии, на концертной сцене сохранила прежнюю мощь». Обозреватели отметили, что проверенная временем классика («London Lady», «Nice 'n' Sleazy», «No More Heroes») даже исполненная с духовыми инструментами, оказалась здесь, как минимум, не ухудшена.
К этому времени относится и возникновение краткосрочного проекта The Purple Helmets, образованного Бёрнелом и Гринфилдом. Группа (в состав входили также Джон Эллис и Алекс Гиффорд (впоследствии — участники The Stranglers и Propellerheads соответственно) исполняла и записывала исключительно кавер-версии любимых песен молодости; она выпустила два сингла («We Gotta Get Out Of This Place», «Brand New Cadillac») и два альбома: Ride Again (New Rose Records, 1988) и Rise Again (Anagram Records).
Добившись в Британии очередного чарт-успеха с кавером «All Day And All Of The Night» (#7), The Stranglers выпустили — сначала (только в Британии) Grip '89 EP (#33), затем — «96 Tears» (#17). Кавер-версия песни группы ? & the Mysterians стала первым синглом из 10, альбома откровенно нацеленного на американский рынок. За океаном вышел ещё и All Day and All of the Night EP: ремикс хит-сингла с присовокуплёнными двумя концертными трекам и музыкальным рассказом «Viva Vlad» — из серии «Хроники Владимира». Многие обозреватели сочли 10 крайне слабым альбомом, отчасти объяснив плачевное состояние материала обострившимся конфликтом между Бёрнелом (от работы почти самоустранившимся) и Корнуэллом По словам Бёрнела, над альбомом 10 Корнуэлл работал отдельно от остальных участников группы, не общаясь с ними. Альбом 10, достигший в Британии 17-го места, в США не имел успеха. После того, как синглы «Sweet Smell Of Success» и «Man of the Earth» не оправдали надежд, Хью Корнуэлл объявил об уходе из группы: это произошло на следующий день после того, как 11 августа 1990 года The Stranglers в последний раз выступили в прежнем составе в лондонском зале Alexandra Palace. Жан-Жак Бёрнел расценил уход Корнуэлла как «предательство» и решил во что бы то ни стало сохранить группу.

### Хроники Владимира
В течение 1980-х годов The Stranglers создали необычный литературно-музыкальный сериал (о похождениях советского преподавателя ядерной физики Владимира), который поначалу публиковали обрывочно — в основном, на сингловых би-сайдах. Впоследствии тексты пяти композиций были опубликованы фэнзином Strangled (SIS UK) с иллюстрациями Джона Пичи. Аудиоверсии «Хроник Владимира» («The Vladimir Chronicles») остаются раритетом: лишь одна из них (по данным на конец 2009 года) существует в CD-версии. Инициатором и основным автором «Хроник» был Ж.-Ж. Бёрнел, который, изучая историю стран Восточной Европы, сформировал скептическое отношение к коммунистической идеологии вообще и СССР в частности.
Первый рассказ, полное название которого выглядело так: «(Странные обстоятельства, приведшие к тому, что) Владимир и Ольга ('попросили' об отправке их для реабилитации на сибирский курорт в результате стресса, обусловленного усилиями по реализации народной политики)» (англ. (The Strange Circumstances Which Lead to) Vladimir and Olga ('Requesting' Rehabilitation in a Siberian Health Resort as a Result of Stress in Furthering the People’s Policies)) — вышел на обороте сингла «Midnight Summer Dream» (1983). Исполнителем его значится «Танцевальная труппа ассоциации кооперативов хлеборобов Верхней Волги» (англ. The Upper Volga Corngrowers Co-operative Association Choral Dance Troop Ensemble). Здесь Владимир, по пути в Одессу отобедав в гостинице, становится жертвой загадочного заболевания под названием «мучное бешенство», из-за чего останавливается на городском перекрестке, вызывая пробку, и начинает плясать и «…хохотать над незначительностью своего существования».
Второй рассказ, «Vladimir and Sergei», был включён в альбом Бёрнела и Гринфилда Fire and Water (Epic Records, 1983). После одесского инцидента Владимир и его жена Ольга несколько лет вынужденно «лечатся» на уральском «курорте». Затем Владимир отправляется на тракторный завод в Сибири. Когда Ольга уезжает, чтобы «продолжить выздоровление», он оказывается жертвой нездорового влечения к моряку по имени Сергей, из-за чего вынужден «лечиться» снова.
В третьем эпизоде («Vladimir and the Beast, Part III»; би-сайд 12-дюймовой версии сингла «Skin Deep», 1984) Владимир в рядах Советской армии попадает в Афганистан, где устанавливает неожиданно близкие отношения с Димитрием, своим верблюдом. Отчаявшиеся власти отправляют его на дальнейшее «лечение» в ГДР. «Владимир отправляется в Гавану» (англ. Vladimir Goes to Havana) — четвёртая и самая труднодоступная серия «Хроник Владимира»: её можно найти только на обороте коллекционной версии сингла «Let Me Down Easy» (1985). Владимир каким-то образом уговаривает советские власти направить его преподавать ядерную физику в Гавану, где он невольно пособничает банде наркоторговцев.
Окончание следует в пятом (и последнем из официальных) выпуске: «Viva Vlad!» (би-сайд сингла «All Day and All of the Night», 1987). Гаванская полиция задерживает Владимира и отправляет его по волнам океана в утлой лодчонке. Штормом Владимира прибивает к мексиканскому побережью, где он знакомится с местным владельцем бара, после чего начинает собираться в Майами… Шестой выпуск, «Владимир и жемчужина» (англ. Vladimir and the Pearl), официально выпущен не был: его черновая версия, записанная (без ударных) Бёрнелом и Гринфилдом, выложена на сайте Stranglers Information Service (SIS UK), а также на официальном сайте группы.

#### Mark 2. 1990—1998 годы
В 1990 году новым гитаристом The Stranglers стал Джон Эллис, бывший участник The Vibrators, группы, часто выступавшей в связке с The Stranglers ещё c середины 1970-х годов. Позже он принял участие в записи сольного альбома Бёрнела Euroman Cometh и последовавших затем гастролях, а год спустя стал одним из участников проекта The Stranglers & Friends в лондонском зале Rainbow Theatre. Эллис, кроме того, играл с The Purple Helmets и принимал участие в 10 Tour. Будучи прекрасно знаком с репертуаром и историей The Stranglers, новый гитарист, как отмечали критики, идеально вписался в состав.
Несмотря на то, что квартет записал несколько демо-плёнок, в которых роль основного вокалиста взял на себя Бёрнел, было решено выдвинуть к микрофону пятого участника. В числе кандидатов на эту роль рассматривались Дэйв Вэниан (фронтмен The Damned) и Иэн Макнабб (The Icicle Works), но выбор пал на малоизвестного Пола Робертса из группы Sniff 'n' the Tears, который (как рассказывал Джет Блэк) явился на прослушивание со словами: «Я ваш новый вокалист».
Робертсу пришлось пройти проверку на прочность. «Сначала я надавил на него психически, понял, что у парня есть сила воли. Потом проверил на идейность и на вокальные данные. Наконец мы его поколотили: это было нечто вроде посвящения», — рассказывал Бёрнел в интервью еженедельнику Sounds.
Отказавшись от духовой секции, новый состав заиграл более динамичную музыку, которой соответствовала и сценическая экспрессия нового вокалиста. Далеко не все фанаты The Stranglers приняли Робертса, но Бёрнелу его манера исполнения нравилась: он сравнивал певца с Игги Попом. В отношении недовольных фэнов басист использовал проверенные методы «убеждения». «Как-то в Португалии двое зрителей принялись выкрикивать что-то оскорбительное в адрес Пола… Я снял гитару, положил её на сцену, спустился в зал и вырубил их обоих», — рассказывал Бёрнел в интервью Independent.
С начала 1990-х годов вследствие возрождения интереса к раннему творчеству The Stranglers стали выходить многочисленные переиздания. В течение десятилетия были перевыпущены — со множеством бонус-треков — все альбомы, выходившие на United Artists/Epic. В 1992 году вышла запись классического концертного выступления Live at the Hope & Anchor, в комплекте со сборником 12"-синглов. Хитом стал бокс-сет The Old Testament, куда вошли песни 1976—1982 годов. Начиная с 2001 года вышли ещё пять концертных альбомов группы и сборник трёх радио-сессий на Би-би-си (1977 и 1982 годы).
В 1992 году вышел альбом Stranglers in the Night (#33 UK): критика встретила его холодно, отметив как несоответствие вокала Робертса уровню и духу («теплоте») Корнуэлла, так и отсутствие сколько-нибудь интересного песенного материала. Синглом из альбома вышел «Heaven or Hell» (#46 UK), после чего Джет Блэк временно покинул состав. Его заменил Тикаке Тобе, с которым The Stranglers записали концертный Saturday Night Sunday Morning.
В 1995 году Блэк вернулся в группу и принял участие в записи альбома About Time (#31). Рецензент журнала Encore, отметив как усилия Робертса, так и присутствие здесь сильных песен («Golden Boy and Still Life»), выразил мнение, что релиз может замедлить, но неспособен остановить скольжение группы «вниз по наклонной плоскости». Затем последовал Written in Red (#52); записанный продюсером Энди Гиллом (участником Gang of Four), он ознаменовал возвращение группы к более «синтетическому» звучанию. Презентация пластинки прошла 13 декабря 1996 года в парижском EuroDisney, но реакция на неё прессы и публики была вялой.
В 1998 году вышел Coup de Grace, где в четырёх треках из десяти вокальную партию исполнил Бёрнел. Пластинка, сюжеты которой были навеяны в основном поездками The Stranglers к местам давних и свежих боевых действий (Босния, Фолклендские острова), не поднялась выше #171 в британских чартах: это был наихудший показатель группы за всю её историю.

#### Mark 3. 2000—2006 годы

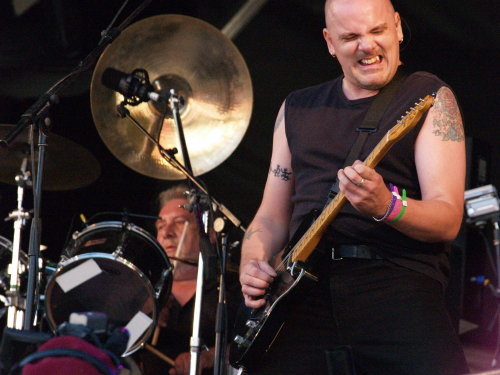
Джет Блэк и Баз Уорн. Bestival, 2006

В марте 2000 года Джон Эллис объявил об уходе, и его заменил гитарист Баз Уорн, игравший до этого в Small Town Heroes, группе, которая сопровождала The Stranglers в турне 1995 года. Уорн оказался в центре внимания прессы (с ним группа провела несколько европейских фестивалей) и был тепло принят фанатами Stranglers.
В феврале 2004 года вышел 15-й студийный альбом группы Norfolk Coast (#70 UK Album Charts). Альбом в целом был тепло встречен критикой и расценен как долгожданное «возвращение к прежней форме». Как отметил рецензент BBC, после многих лет, проведённых в тени, «группа, как ни парадоксально, звучит жёстче, чем прежде», и сохранила то же впечатление «изголодавшихся и опасных», какое производила в клубе «Вортекс» в 1977 году. Несколько песен для альбома написал Уорн, но все отметили возросшую роль Бёрнела, который исполнил и заглавную роль в одноимённом фильме, вышедшем приложением к альбому. За релизом последовали успешное турне и сингл «Big Thing Coming» (#31), ознаменовавший первое за 14 лет возвращение группы в британский Top 40.
В мае 2006 года Пол Робертс ушёл из The Stranglers. Это известие вызвало ликование значительной части фэнов, которые в течение 15 лет отказывали ему в праве считаться преемником Корнуэлла. Его расставание с остальными участниками коллектива было дружеским; роль основного вокалиста взял на себя Уорн. Вновь превратившиеся в квартет The Stranglers в июне 2006 года выступили на фестивале Midsummer Buzz (в Вестон-Супер-Мэре), а в сентябре выпустили Suite XVI. Музыкальная пресса в целом высоко оценила 16-й студийный альбом группы; рецензент Allmusic отметил, что The Stranglers, в отличие от большинства продолжающих выступать представителей панк-рока первой волны, «не страдают ретро-ностальгией», но создают музыку «совершенно новую, хоть и выдержанную в прежнем ключе».

#### Mark 4. 2007 — настоящее время
В 2007 году появились сообщения о том, что Джет Блэк страдает мерцательной аритмией. В тех случаях, когда ударник группы вынужден был пропускать концерты (в основном те, что были связаны с дальними переездами), его подменял за барабанами помощник, техник ударной установки Иэн Барнард (англ. Ian Barnard).
4 ноября 2007 года группа (с Блэком за ударными) дала аншлаговый концерт в лондонском клубе Roundhouse, отметив 30-летие со дня своего первого выступления здесь в 1977 году. Концерт, в ходе которого The Stranglers исполнили те же песни, что и тридцать лет назад (плюс две новых композиции) был записан и издан на DVD Rattus At The Roadhouse.
К концу 2008 года Блэк вернулся в состав и провёл с группой турне. Однако вскоре Жан-Жак Бёрнел в одном из интервью дал понять, что по завершении европейских гастролей 2009 года The Stranglers, возможно, навсегда прекратят концертную деятельность.

Нашему барабанщику Джету Блэку сейчас 70. Потрясающе, как он отыгрывает полуторачасовые программы. Пару раз он болел и его заменял техник <ударной установки>, но если он выйдет из строя окончательно, не знаю… Наверное, мы ещё будем записываться, но, думаю, это наше последнее большое турне… Должно быть, всё рано или поздно подходит к концу. Хотя, ещё один альбом мы сделаем. Хотелось бы думать, что это будет наш самый красивый альбом из всех. Оригинальный текст (англ.)Our drummer Jet Black is 70 now. It blows me away, the fact that he continues to play 90-minute sets. He's been unwell a couple of times and his drum tech has stood in at a few festivals, but if he was permanently out, well, I don't know what I'd do, actually. We could still record, but this is our last big tour, I think… All things have to come to an end at some point, although we'll do one more album. I would love to think it will be the most beautiful album we've done.
22 февраля 2010 года The Stranglers выпустили сингл «Retro Rockets»; в связи с этим сформировалось и Facebook-сообщество, провозгласившее своей целью помочь группе начать её «пятое десятилетие в чартах». 1 марта 2010 года на EMI вышел сборник Decades Apart; наряду с известными песнями здесь представлены «Retro Rockets» и другой новый трек, «I Don’t See the World Like You Do». 25 июня The Stranglers впервые в своей карьере выступили на фестивале в Гластонбери; сет длился около часа, и группа была тепло встречена зрителями. После выступления интервью у The Stranglers для BBC взял Том Робинсон. В июле группа сыграла на трёх европейских фестивалях: в Словакии, Ирландии и Шотландии (T in the Park). 14 сентября The Stranglers выступили на фестивале Triumph Live в Хинкли (при поддержке Mumford & Sons) приуроченном к юбилею британского мотоциклетного бренда.

## Критика группы. Отношения с прессой
Несмотря на то, что первому успеху The Stranglers предшествовали три года непрерывной концертной деятельности, в 1977 году для многих — прежде всего, представителей британской музыкальной прессы, — их появление в числе лидеров «новой волны» явилось полной неожиданностью. Музыкальные критики попытались искусственно отделить группу (которую называли «выскочками», «оппортунистами», «попутчиками») от стремительно развивавшейся панк-сцены. «При том, что насилие, прибегая к которому они наказывали хулителей, не имеет себе оправдания, необходимо признать: некоторые выступления в прессе являлись злобными личными нападками, не имевшими ни малейшего отношения к музыке. Неудивительно, что группа поддавалась на провокации», — отмечает обозреватель ресурса Punk_77.
Характерной в этом смысле была статья в Melody Maker, где некто «М. О.» 23 апреля 1977 года писал: «Если и есть в роке что-то предсказуемое, так то лишь, что едва возникает новое <движение>, как тут же появляются и желающие вспрыгнуть на подножку. Естественно, панк и новая волна будут иметь множество таких попутчиков, ведь здесь нет правил и предписаний… Stranglers как раз и кажутся мне такой вот группой, которая решила извлечь <из нового движения> денежную выгоду». Рецензент (сравнивая группу с Clash и The Damned) утверждал, что «энергии у неё не больше, чем у слизняка», а тексты не только не выражают «фрустрации сегодняшней молодежи», но, напротив, предлагают старые банальности, «разве что с разбросанными тут и там непристойностями».
Британская музыкальная пресса испытывает проблему, когда речь заходит о людях одновременно — мыслящих и деятельных. Для них, если ты рок-н-роллер, то должен быть рохлей. Лузер: вот их герой. Если ты крут, мыслить не должен; если мыслишь — должен быть изящным и тихим. Мы — люди мыслящие и при этом физически развитые: именно поэтому они так и не поняли, как к нам относиться.
Противопоставляя панкам музыкантов ансамбля, репортёры раз за разом указывали на возраст, происхождение и образованность последних. Барт Миллз посвятил свою статью в «Дэйли Мейл» (1978) шутливому «разоблачению» Корнуэлла, который на сцене «плюет в зрителей… и наслаждается ужасом, который наводит», а после концертов … «читает Punch, потягивает дорогое вино, рассуждает об архитектуре ацтеков и дает коллегам советы, касающиеся того, как вести себя за столом». Считая, что Корнуэлл сумел «артистически скрыть свои корни, произрастающие из среднего класса», автор статьи напоминает: «Самая тщательно охраняемая тайна в современной музыке состоит в том, что Корнуэлл — выпускник университета с ученой степенью в биохимии».
Из случайного эпизода в июле 1976 года, когда в клубе повздорили Бернел и Пол Симонон из The Clash (приятели Корнуэлл и Страммер по этому поводу, как вспоминал Бернел, обменялись лишь репликой: «кажется, наши басисты там подрались?») пресса раздула конфликт, подав его как символ раздора между «старыми реакционерами» и новым, «прогрессивным» поколением в новой волне.
Очень скоро участники Stranglers взяли за обыкновение собственноручно «наказывать» журналистов, отзывавшихся о них негативно или оскорбительно, и вскоре для прессы сразу стали «самой ненавистной группой в истории рока». Таким образом отношения их с прессой вошли в порочный круг; Джон Сэвидж, которому Бернел разбил нос, впоследствии «отомстил» The Stranglers, вообще не упомянув их в своей книге, посвящённой истории новой волны.

### Политические разногласия
Существенным фактором, предопределивший конфликт Stranglers и прессы были политические разногласия. Группа принципиально отказывалась сотрудничать с левыми организациями («Рок против расизма», «Движение за ядерное разоружение») из-за чего журналисты, придерживавшиеся левых взглядов (прежде всего, Джули Бёрчилл и Тони Парсонс) открыто причислили их к крайне правым. Джули Бёрчилл во всеуслышание объявила Бернела «фашистом» после того, как тот высмеял «Антинацистскую лигу» (англ. Атеі-Nazi League), которая, по его мнению, своими массовыми акциями протеста лишь создавала рекламу относительно малочисленному Национальному фронту).
Странность ситуации состояла в том, что центральная пресса, при всей своей антипатии к The Stranglers, в силу нараставшей популярности группы не могла себе позволить её игнорировать. Все ранние релизы группы (прежде всего, X-Cert и Raven) получили высокие оценки рецензентов, а NME даже предоставил Бёрнелу пространство на страницах для пространного политического эссе. Впрочем, когда тот же еженедельник за год до этого опубликовал материал, составленный исключительно из высказываний Джета Блэка о национальных особенностях аудитории разных стран (Германии, Франции, Шотландии, Швеции) под общим заголовком: «Какая страна сильнее воняет?» (англ. Which Country Stinks Most?), многие расценили столь тенденциозную «выжимку» как, в свою очередь, провокационный жест со стороны издания в адрес группы.
Впоследствии у многих создалось впечатление, что конфликт группы с прессой был в каком-то смысле взаимовыгодным, и The Stranglers отчасти сознательно провоцировали враждебное к себе отношение. Так, когда Роберт Кристгау («декан факультета рок-критики» по определению одного из коллег) заранее предупредил американских журналистов, чтобы те «не увлекались Stranglers», группа (как рассказывал Бернел), отправила ему телеграмму следующего содержания: «Если вы не начнёте нас очень и очень бояться, мы заедем к вам домой и засунем вашей жене кусок настоящего английского бифштекса…»
Впоследствии отмечалось, что конфронтация с прессой в каком-то смысле сослужила группе хорошую службу, навсегда сохранив за ней «диссидентскую» ауру. «<The Stranglers> с первых дней примкнули к славной английской традиции бродячих „корневых“ групп, которые прессой презираются, но в конечном итоге нескончаемыми гастролями завоёвывают себе такую любовь по всей стране, какую не заработать позерством с газетных страниц. Действуя в духе — не столь уж и смехотворной, я бы сказал, — кальвинистской рабочей этики, подобные группы идеально отвечают чисто британскому ощущению fair play, подсказывающему сочувствовать преследуемому», — писал американский журналист Крис Салевич.

#### Изменение отношения к группе
Отношение средств массовой информации к The Stranglers стало меняться после 1980 года, омрачённого двумя инцидентами, в ходе которых как британская так и французская Фемида проявили чрезмерную суровость. Впрочем, к этому времени радикально изменились как музыкальный стиль The Stranglers (яростную агрессивность сменивших предельной сдержанностью в самовыражении), так и их манера общения с репортёрами.
Если в 1978 году корреспондент Sounds Энди Пирт писал:
«Наслаждаясь страхом, который до сих пор внушает репутация The Stranglers, Жан-Жак Бёрнел играет с журналистами, как кошка с клубком шерсти», то уже два года спустя Пэт Гилберт в Record Mirror отмечала, что Жан-Жак Бернел — «очень обаятельный собеседник», интересующийся историей, литературой и философией, чьи «познания внушают благоговейный ужас».
В 1979 году Дэйв Маккаллох (NME) писал о Stranglers: «…они угрожают, но не нападают, да и вообще, оказались теперь большим добродушным монстром, в конечном итоге, смешным, не более того». Год спустя тот же еженедельник отозвался о Хью Корнуэлле как об «истинном джентльмене», а Джованни Додомо, корреспондент Sounds в апреле 1980 года охарактеризовал Жана-Жака Бернела как «необычайно тихого и задумчивого человека».

### Музыкальный стиль
The Stranglers вошли в историю как одна из ведущих групп новой волны, а также — наряду с The Sex Pistols, The Clash, The Damned и Buzzcocks — первой волны панк-рока. При этом, однако, участники группы не только не были панками, но даже не принадлежали к поколению «новой волны». В отличие от большинства панк-групп The Stranglers более чем профессионально владели инструментами и были при этом выходцами с паб-рок-сцены, где, в свою очередь, стояли особняком, поскольку исполняли собственную, утяжелённую и грубую, версию психоделического рока.
Жан-Жак Бёрнел рассказывал, что сами участники группы поначалу свой стиль иронически характеризовали как «софт-рок». Первое «ускорение» их музыка претерпела после совместных выступлений в Британии с The Ramones. Также сильное влияние на них оказали новые знакомые: Sex Pistols, Крисси Хайнд и Джо Страммер (тогда ещё фронтмен паб-бэнда The 100ers), игравшие гораздо более быструю музыку. Ужесточаясь (во многом в силу причин чисто психологических, связанных с враждебным отношением к группе промоутеров и части аудитории), музыка The Stranglers постепенно сближалась с панк-роком.

Я считал нас частью <панк-сцены>, потому что мы обитали в той же флоре и фауне. Ходили в те же клубы, что и панки — собственно, в другие нас не пускали, — трахали юных панкеток… Кроме того, я часто дрался и постоянно искал себе приключений. Вскоре панки стали казаться мне слабаками… Мы находились где-то посередине. Более крутые панки определённо к нам не благоволили, но вот ребята 17-18-летнего возраста охотно приняли нас как «свой» панк-бэнд.— Жан-Жак Бёрнел, интервью 2005 года

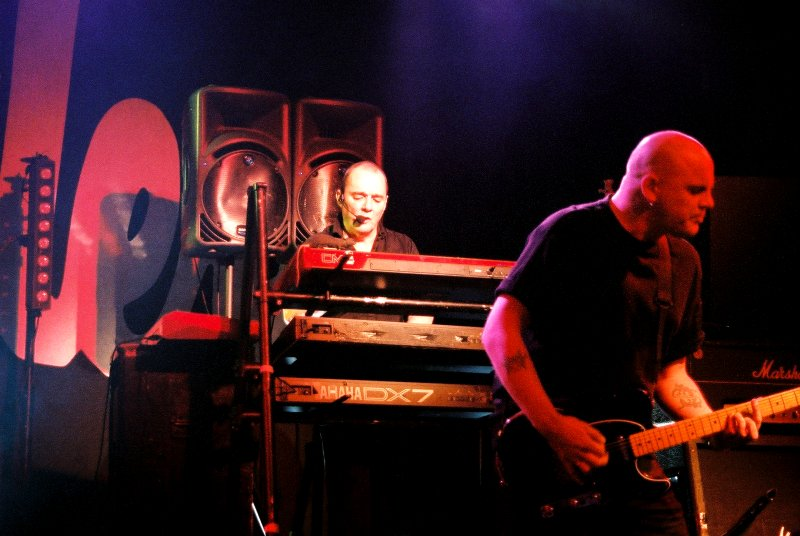
Существенную роль в формировании специфического звучания группы сыграл Дэйв Гринфилд (слева)

На первых порах британская пресса нередко сравнивала группу с The Doors; поводом тому служила игра клавишника Дэйва Гринфилда. Последний, однако, позже говорил, что в то время с творчеством The Doors не был знаком вообще, а в качестве образца использовал игру Джона Лорда. Рецензент Punk77, отметая сравнения группы с The Doors, замечал что они скорее ближе к Love Артура Ли, но при этом — «в той же степени неотъемлемая часть панк-рока, как Sex Pistols и The Clash».
Парадоксально (учитывая антиамериканские настроения группы), но Бёрнел признавал, что «…Stranglers были ближе к американскому варианту панк-рока, чем к английскому». При этом все участники ансамбля сходились в том, что «под ярлык» работать не будут. «Вкусы у нас были самые разнообразные; я любил и классику, и джаз — не собирался писать непременно панк-песни… Впрочем, тогда <подобные> соображения занимали меня очень мало. Я считал, что мы не просто панки, но нечто куда большее», — говорил Бёрнел.
Неудивительно, что с классификацией стиля группы у музыкальной критики с самого начала возникали трудности. The Stranglers, как писал в 1979 году Фил Макнил (New Musical Express), «…оказались связующим звеном между панк-сценой и поколением 30-летних». Он же характеризовал ранний стиль группы как «жёсткую, с сильным 'сдвигом' версию самых сырых, мрачных (и, несомненно, странных) идей психоделии», идеально аранжированную в «убойном, прямолинейном ключе», отмечая при этом: «Благодаря гибкости и свежести идей The Stranglers… каким-то образом сумели найти себе место в роке, ещё не истоптанное, место совершенно понятное и при этом мгновенно в себя затягивающее».
The Stranglers, сумевшие найти выразительные и эффективные средства выражения крайней агрессивности, были безоговорочно приняты панк-сообществом. «В то время, как пресса диктовала панкам, как те должны выглядеть, The Stranglers сами выглядели так, словно только что вышли <на сцену> из зала, — отмечает обозреватель Punk_77. — Они оставались самыми бескомпромиссными панками уже после того, как панк-движение умерло, вызывая бунты в Ницце, волнения в Австралии и нечто вроде уличной войны в Швеции».

…Уже к моменту выхода No More Heroes фронт боевых действий был сформирован: По одну его сторону расположились те кто считал будущих Men in Black «свиньями-шовинистами» (в эту группу входили британская музыкальная пресса и некоторые женские организации) а по другую — те, для кого The Stranglers были фантастически мелодичным, интеллигентным поп-рок-ансамблем с крайне опасным, сухим чувством юмора и стремительно виртуозным, пристрастившимя к трубке клавишником. — Из биографии The Stranglers на Punk_77
В дальнейшем открытая враждебность прессы по отношению к группе сменялась недоумением: слишком стремительной была эволюция стиля The Stranglers, непрерывно обогащавшегося — в том числе, элементами готического рока и электропопа (The Raven, The Gospel According to the Meninblack), французской и испанской музыки (Feline), джаза и ретро 1960-х годов. «По мере превращения из неотёсаных мужланов в мастеров по производству изящного поп-деликатеса, группа создавала музыку, которая могла быть — уродливой, грубой, какой угодно, но — никогда не скучной», — пишет Дэйв Томпсон в биографии группы на Allmusic.

#### Критика текстов
Для песенного творчества The Stranglers конца 1970-х — начала 1980-х годов основной была сатирическая линия. Однако, в отличие от большинства панк-групп, авторы текстов — Корнуэлл и Бёрнел — избегали обобщений; в творчестве группы практически не было социально-политических «песен протеста», а каждая сатирическая зарисовка основывалась на конкретном событии и была направлена против определённой, стороннему слушателю не всегда очевидной мишени.
Продажность прессы и фальшивость её принципов группа высмеяла, описав интимную встречу с конкретной её представительницей («London Lady»), отношение к милитаризму проявилось в комментарии к конкретному эпизоду армейской реформы («Tank»), мини-эссе о сокращении рабочих мест оказалось оформлено в виде юмористического рассказа о выгодном для работодателей «нашествии роботов» («Rise of the Robots»). Исключение составляли программные вещи: «Something Better Change» (своего рода панк-манифест), «No More Heroes» (высмеивавшая идолопоклонство) и «Hanging Around», хотя последняя — воссоздавая картину вселенского безразличия (над которой возвышается сам Христос) — всё равно рисовала сценки вокруг гей-клуба «Колхерн» и его окрестностей, где часто бывал в те дни Бёрнел.
В более поздних работах группы сатирическим атакам подвергались также военная паранойя («Curfew»), американская «пустота» («Dead Loss Angeles»), самонадеянность науки (текст «Genetix» многие впоследствии называли пророческим), наркомафия («Let Me Introduce You to the Family») организованная религия («Non-Stop», The Gospel According to The Meninblack).
Однако преобладающей темой дебютного альбома (отчасти она продолжилась в No More Heroes) была «женская». Сюжеты песен и отдельные строки их показались оскорбительными прежде всего представительницам женских организаций, чью сторону заняли рок-журналисты. Группу обвинили в «женоненавистничестве»; некоторые (в частности, Гарри Бушелл) именно отсюда сделали вывод, что она ближе к метал-эстетике, чем к новой волне. Всё журналистское сообщество было возмущено песней «London Lady» из дебютного альбома, в которой Жан-Жак Бёрнел оскорбительно высмеял журналистку Кэролайн Кун, имевшую с ним интимную связь. Эта публичная «пощёчина» героине песни стала одним из тех «самоубийственных» решений, которыми пестрела история The Stranglers; в результате музыканты оказались под многолетним разрушительным огнём прессы, а К. Кун, авторитетная журналистка и художница-феминистка, автор одной из лучших книг об истории панк-рока, вошла в историю движения как «London Lady… with Dingwall bullshit».

##### NME, 1977 год
Возможно, самым резким оказалось в этом смысле выступление Фила Макнейла (англ. Phil MacNeill) в еженедельнике NME. Он (в отличие от Бушелла) выявленную им в творчестве группы «порочность» связал с особенностями мировоззрения «нового поколения», которое (как он писал), «судя по всему совершенно лишено самоуважения и таким образом — в силу расширения банального, но неизбежного, — лишённого уважения к другим».
Не усмотрев в «бунтарстве» Stranglers ничего, кроме «желания оскорбить и унизить», Макнейл подверг резкой критике натурализм «Sometimes» («Если это актёрство, то слишком уж убедительное»), назвал фразу «И какой кусок мяса!..» («Princess Of The Streets») данью секс-анимализму, а по поводу «Peaches», заметил: «Слушая такое, унижаешь себя». Крайне возмутила рецензента как вся песня «Ugly» (смысл её он усмотрел в том, что «герой душит героиню только за то, что у той ЛСД вызывает увеличение прыща на лице»), так и сентенция Бёрнела: «Только детки богачей этих долбаных / Могут позволить себе быть привлекательными!» (англ. Only the children of the fucking wealthy / Can afford to be good looking!). Сравнивая Stranglers с The Clash, Макнил усмотрел у первых отсутствие «гуманистического начала»; не обнаружив в текстах никакой политики, заключил: «Единственное 'анти-' для них — это женщины». Между тем, особенностью статьи Фила Макнила была её своеобразная объективность. Обличив всё, что показалось ему в альбоме «порочным», автор признавал, что «…музыка альбома потрясающе великолепна». Цитируя сильнейшую (на его взгляд) вещь альбома, «Hanging Around» как образец высочайшей рок-поэзии, Макнейл недоумевал: «Почему они не хотят и в остальном соответствовать тому же (авторскому) стандарту?»

##### NME, 1979 год
Вопреки собственной репутации, Жан-Жак Бёрнел не только не расправился с Макнейлом физически, но и два года спустя встретился с ним лично для продолжительной беседы, в ходе острой полемики выразив и важные для себя мысли. На замечание корреспондента о том, что группа (в силу своей коммерческой популярности) стала «столпом истеблишмента», Бернел отвечал: «Если и стали мы столпом, то не истеблишмента. Потому что истеблишмент не стал бы пинать сам себя. Истеблишмент — это вы, средства массовой информации, и музыкальный бизнес; все вы в течение последних 9 месяцев относились к The Stranglers как к прокаженным…»
Говоря об отношении музыкантов к собственной карьере, бас-гитарист не без гордости заявил: «Да, мы по-прежнему пилим сук на котором сидим… Что делает нам честь, если вспомнить, что у нас три золотых альбома. Другие на нашем месте принимаются защищать заработанное и его накапливать. Мы же были и остаемся самой саморазрушительной группой в мире».
Наконец, когда журналист обрушил на него град прежних упреков, Бернел обобщил ответ фразой, впоследствии не раз цитировавшийся как афоризм, идеально выразивший суть панк-рока: «А рок-н-ролл это и есть: секс, расквашенные носы и люди, вроде нас, всерьёз рассуждающие о социальном порядке».
Как отмечает обозреватель Allmusic, в песнях, до такой степени возмущавших феминисток — «Peaches», «London Lady», «Bring on the Nubiles», «Choosy Susie» — новые поколения музыкальных критиков стали впоследствии усматривать мрачный сарказм, не более того. «Тексты Hangin' Around, Ugly и Goodbye Tolouse (в 1977 году многих шокировавшие) по прошествии времени стали восприниматься как вполне безобидные образцы чёрного юмора», — констатировал и американский рок-критик Айра Роббинс. «Мы пытаемся заставить людей снова начинать задумываться обо всём; возродить в них желание задавать вопросы, всё подвергать сомнению. Думаю, только так и следует использовать публичную платформу: всё остальное — злоупотребление общественным положением», — так в 1980 году формулировал Хью Корнуэлл кредо группы, комментируя отношение прессы к её текстам.
Говоря о предрассудках, связанных с лирикой The Stranglers, рок-критик Дэйв Томпсон биографию группы завершает словами:

Тот факт, что музыка группы всё ещё способна кого-то оскорблять, лишь добавляет ей великолепия. Ведь если бы рок-н-ролл (особенно панковский рок-н-ролл) захотел остаться приятным и только, он в конечном итоге никогда не смог бы изменить мир. Тот факт, что идеи Stranglers в большинстве своем были — по авторскому же замыслу — прежде всего, невероятно смешными, лишь добавляет сегодня им привлекательности. И то, что фэны свою любимую группу всё ещё вынуждены защищать, лишь доказывает, какими унылыми ничтожествами были их недруги.Оригинальный текст (англ.)That people are still offended by it only adds to its delight — if rock & roll (especially punk rock & roll) was meant to be pleasant, it would never have changed the world, after all. The fact that much of the Stranglers' message was actually hysterically funny — as they themselves intended it to be — only adds to their modern appeal. And the fact that their fans are still called upon to defend them only proves what humorless zeroes their foes really were.— Дэйв Томпсон, Allmusic

## Состав
- Джет Блэк (настоящее имя Брайан Даффи) — барабанщик (1974 — 2022)
- Хью Корнуэлл — вокалист, гитарист (1974—1990)
- Жан-Жак Бёрнел — бас-гитарист, вокалист (1974 — по сей день)
- Дэйв Гринфилд — клавишник, вокалист (1975 — 2020)
- Ханс Уормлинг — гитарист, клавишник, вокалист (1974—1975)
- Джон Эллис — гитарист, бэк-вокалист (1990—2000)
- Пол Робертс — лидер-вокалист (1990—2005)
- Баз Уорн — гитарист, вокалист (2000 — по сей день)

## Дискография
- Rattus Norvegicus (1977)
- No More Heroes (1977)
- Black and White (1978)
- The Raven (1979)
- The Gospel According to The Meninblack (1981)
- La Folie (1982)
- Feline (1983)
- Aural Sculpture (1984)
- Dreamtime (1986)
- 10 (1990)
- Stranglers In the Night (1992)
- About Time (1995)
- Written in Red (1997)
- Coup de Grace (1998)
- Norfolk Coast (2004)
- Suite XVI (2006)
- Giants (2012)
- All the Best (2012)
- The Old Testament (2013)
- Fell It Live (2013)
- Here and There: The Epic b-sides (2014)
- About Time (2018)
- Dark Matters (2021)